# SN 2000cj
SN 2000cj – supernowa typu Ia odkryta 14 maja 2000 roku w galaktyce NGC 6753. W momencie odkrycia miała maksymalną jasność 14,80m.